# 1898-as elnöki választások a Transvaal Köztársaságban
A Transvaal Köztársaságban 1898-ban rendeztek elnöki választásokat, az állam történetében ez volt az 5., és egyben utolsó választás. A jelöltek (immár sorozatban negyedik alkalommal) Paul Kruger és Piet Joubert voltak. Joubert az előző 3 választáson minden alkalommal vereséget szenvedett Krugertől, bár az 1893-as választásokon csupán 5% különbséggel veszített. Ám végül Kruger a negyedik alkalommal is választási győzelmet aratott Joubert felett, aki 13,5%-kal pályafutása legcsúfosabb vereségét szenvedte el.

## Eredmények
| Indulók      | Szavazatok száma | Százalék |
| ------------ | ---------------- | -------- |
| Paul Kruger  | 12858            | 86,5     |
| Piet Joubert | 2001             | 13,5     |

## Kruger elnöksége
1877-ben az Egyesült Királyság annektálta (elfoglalta) Transvaalt és Paul Kruger – a békés megoldásban bízva - Londonba ment, hogy tárgyaljon a brit kormánnyal. Azzal érvelt, hogy az annexió erkölcsileg elfogadhatatlan a búrok számára. Érvei azonban hatástalanok maradtak és a kiábrándult Kruger visszatért Dél-Afrikába. 
1880-ban Piet Joubert, Marthinus Wessel Pretorius, valamint Kruger egyesítették erőiket és közösen ígéretet tettek a nemzeti függetlenség kivívására. 1881-ben a búrok megnyerték az első búr háborút, majd 1883-ban Krugert az újonnan alakult Transvaal Köztársaság elnökévé nevezték ki. A transvaali aranyláz következtében az állam kénytelen volt a vasúthálózatot és az utakat fejleszteni, valamint megfelelő szálláslehetőségeket biztosítani a fejlődő városokban, ennek hatására az országban infrastrukturális fejlődés kezdődött, és az elmaradott afrikai állam egyre inkább iparosodott „európai” állammá vált. 1888-ban Krugert újraválasztották, valamivel nagyobb különbséggel mint 1883-ban. Ebben szerepe volt annak is, hogy az általa kedvelt személyeket előnyben részesítette a gazdasági koncessziók adományozásánál.
Az 1893-as választásokat csak szoros eredményekkel nyerte meg, mivel sokan úgy vélték, hogy politikája gazdasági összeomláshoz fog vezetni. Ravasz politikusként azonban visszaszerezte a választók bizalmát és elérte, hogy 1898-ban ismét nagy többséggel, immár negyedik alkalommal elnökké válasszák.

## Lásd még
- Elnökválasztások a Transvaal Köztársaságban
- Búrok

## Fordítás
- Ez a szócikk részben vagy egészben  a   Transvaal presidential election, 1898 című angol Wikipédia-szócikk fordításán alapul.  Az eredeti cikk szerkesztőit annak laptörténete sorolja fel. Ez a jelzés csupán a megfogalmazás eredetét és a szerzői jogokat jelzi, nem szolgál a cikkben szereplő információk forrásmegjelöléseként.